# Siegmar Wätzlich
Siegmar Wätzlich, né le 16 novembre 1947 à Rammenau et mort le 18 avril 2019, est un footballeur international est-allemand. Il évolue au poste de défenseur du milieu des années 1960 au milieu des années 1970.
Il effectue toute sa carrière au SG Dynamo Dresde avec qui il remporte le championnat en 1971, en 1973 et 1976 ainsi que la Coupe d'Allemagne de l'Est en 1971.
Il compte 24 sélections en équipe nationale et remporte la médaille de bronze aux Jeux olympiques de 1972. Il dispute également la Coupe du monde 1974 avec la sélection.

## Biographie
Siegmar Wätzlich effectue toute sa carrière dans un seul club, le SG Dynamo Dresde, de 1967 à 1975. Évoluant au poste de défenseur, il remporte avec son club la D2 est-allemande (DDR-Liga Staffel B) en 1969, puis un doublé en 1971 Coupe-championnat de RDA. En 1973 et 1976, il gagne de nouveau le Championnat de RDA.
Il connait sa première sélection en équipe nationale en 1972. Il participe aux Jeux olympiques 1972. Jouant 3 matchs sur 7 (Ghana, Pologne et Colombie), il récolte un jaune contre la Pologne et obtient la médaille de bronze.
Il participe à la Coupe du monde de football de 1974, en RFA. Jouant 4 matchs sur 6 (Australie, RFA, Brésil et Chili), il prend un carton jaune contre l'Australie. La RDA sera éliminée au 2d tour du tournoi.

## Clubs
- 1967-1975 :  SG Dynamo Dresde

## Palmarès
Siegmar Wätzlich remporte avec le SG Dynamo Dresde le championnat de Division 2 est-allemande en 1969 puis, le championnat de Division 1 en 1971, 1973 et en 1976. En 1971, il réalise avec son club le doublé Coupe-championnat. En Coupe, il est également finaliste en 1972, 1974 et 1975.
En sélection, il compte 24 sélections de 1972 à 1975 et remporte la Médaille de bronze aux Jeux olympiques en 1972. Il dispute également la Coupe du monde 1974 avec la sélection.